# Rheinwald (Suíça)
Rheinwald é uma comuna da Suíça, situada na região de Viamala, no cantão de Grisões. Tem 136,82 km² de área e sua população em 2018 foi estimada em 581 habitantes.
Foi criada em 1 de janeiro de 2019, a partir da fusão das antigas comunas de Hinterrhein, Nufenen e Splügen.